# Comic Con Stockholm
Comic Con Stockholm (tidigare Gamex och senare Stockholm Comic Con) är en årlig datorspelsmässa i Stockholm. Premiäråret 2010 hade mässan runt 30 000 besökare och ett 50-tal utställare. 2011 hölls mässan mellan 3 och 6 november på Kistamässan, och inför mässan beräknades antalet besökare bli ca 40 000, och 100 utställare hade bokat plats.2012 hölls mässan 1-4 november.

## Portningen av Piratpartiet
2011 fick Gamex en del uppmärksamhet i media efter att Piratpartiet blivit portade från mässan två dagar innan mässan öppnade. Partiet hade bjudits in som utställare, och deras partiledare, Anna Troberg, som talare. Mycket av kritiken handlade om att Sveriges socialdemokratiska ungdomsförbund (SSU) fick delta på mässan, trots att de delar de åsikter som Piratpartiet portades för.